# Adam Rhys Jones
Adam Rhys Jones (Brecknockshire, 8 de marzo de 1981) es un exjugador galés de rugby que se desempeñaba como pilar.

## Carrera internacional
Jones también ha representado a Gales, habiendo jugado para el equipo nacional de menores de 23 años, y debutó con la selección de rugby de Gales en 2003. Es uno del reducido número de jugadores galeses que han ganado tres Grandes Slams que incluye además a Gethin Jenkins, Ryan Jones, Gareth Edwards, Gerald Davies y JPR Williams.
A Jones le llamaron para el equipo nacional galés en 2003, debutando como reemplazo contra Inglaterra durante el Torneo de las Seis Naciones 2003 en el Millennium Stadium el 23 de agosto de 2003.
Casi inmediatamente cogió la camiseta número 3 y fue seleccionado para el equipo de la Copa del Mundo a finales de 2003. Participó en todos los partidos de Gales en el torneo, empezando en la crucial fase de grupos contra Italia y Nueva Zelanda y el partido de cuartos de final, una derrota frente a Inglaterra. En aquellos tiempos, los temores sobre el estado de Jones le llevó a jugar solo la primera mitad de los partidos, una tendencia a la que él enfáticamente puso fin conforme su carrera se desarrolló.
Jones intervino en el Torneo de las Seis Naciones 2004 y en los Internacionales de otoño.
En 2005 Jones fue un miembro clave del equipo que ganó el Grand Slam, interviniendo en los cinco partidos que llevaron a su logro histórico; junto a Gethin Jenkins proporcionó una plataforma sólida en 2005.
Jones fue una presencia sólida durante el Torneo de las Seis Naciones 2006, y también fue uno de los miembros de la selección para la gira de verano de Gales por Argentina. Después de un difícil torneo para Gales en el Seis Naciones de 2007, Jones fue seleccionado para su segunda Copa del Mundo en el otoño de 2007.
En la Copa del Mundo Jones participó en la fase de grupos contra Canadá y Australia, pero fue dejado en el banquillo, sustituido por Chris Horsman del Worcester para el partido final crucial contra Fiyi. De regreso de la decepción en la Copa de Mundo de 2007, Jones jugó cuatro partidos con Gales en su camino al Grand Slam del Seis Naciones de 2008.
La mejora de Jones bajo la guía de Warren Gatland hizo que lo seleccionaran para la gira de los Lions de 2009 por Sudáfrica y participó en el primer Test del equipo en Durban. En junio de 2009 Gethin Jenkins, Jones y Matthew Rees fueron seleccionados para la línea delantera del segundo Test contra Sudáfrica de la gira de los BLions de 2009.
Esta era la primera vez que había una delantera íntegramente galesa para un partido de test de los Lions desde Billy Williams, Bryn Meredith y Courtney Meredith en la gira de los Lions de 1955. Enviaron a Jones a casa después del segundo partido de test con Sudáfrica en el que perdieron 28–25 después de dislocarse su hombro derecho.
Después de haber pasado por una lesión, volvió a jugar con los Ospreys en la Navidad de 2009 y con Gales antes del Seis Naciones de 2010. Después de haber pasado por otra lesión, regresó a jugar con la internacional de Gales en su partido final del Seis Naciones contra Francia.
En agosto de 2011 Jones fue escogido en el grupo de 30 hombres para la Copa del Mundo en Nueva Zelanda. La selección de rugby de Gales tuvieron una gran participación, alcanzando las semifinales, Jones tuvo un papel vital. Jugó contra Sudáfrica, Samoa, Fiyi e Irlanda antes de lesionar su pantorrilla en los primeros diez minutos de la semifinal contra Francia.
Volvió a estar en plena forma para el mes de diciembre de 2011, y lo hizo suficientemente bien como para que lo seleccionase de nuevo para el Seis Naciones de 2012. En 2012 se unió al panteón de los grandes galeses ganando su tercer Grand Slam, jugando en los cinco partidos. La victoria en Cardiff sobre Francia le aseguró un lugar junto a Gareth Edwards, Gerald Davies y JPR Williams como los jugadores que lograron la hazaña. 
Ha participado igualmente en el eguipo galés ganador del Seis Naciones de 2013, destacando en el torneo de tal forma que los periodistas lo incluyeron en el equipo del torneo. El mejor jugador en la melée del torneo, soberbio en la touch y otros aspectos del juego. Tras el último partido, la arrolladora victoria de Gales contra Inglaterra en el Millennium Stadium, el 16 de marzo de 2013, quedó claro que Adam Jones había recuperado su reputación como uno de los mejores en su posición del hemisferio norte. Después de algunas luchas en París, la melée galesa fue dominante en los tres partidos finales, siendo Jones la piedra clave de la melée.